# Múscul iliocostal
El múscul iliocostal (musculus iliocostalis) és la divisió externa del múscul sacrospinal. És el múscul immediatament lateral a dorsal llarg que és el més proper al solc que separa els músculs epiaxials dels hipoaxials. Està situat en un nivell molt profund per sota la porció carnosa del serrat anterior o major.
El múscul iliocostal presenta tres subdivisions: iliocostal cervical, iliocostal dorsal i iliocostal lumbar.

## Múscul iliocostal cervical
El múscul iliocostal cervical (musculus iliocostalis cervicis) sorgeix dels angles de la tercera, quarta, cinquena i sisena costelles, i s'insereix en els tubercles posteriors de les apòfisis transverses de la quarta, cinquena i sisena vèrtebra cervical (C4-C6).
És innervat per les branques dorsals dels nervis cervicals. La seva acció estén la columna cervical.

## Múscul iliocostal dorsal
El múscul iliocostal dorsal (musculus iliocostalis dorsi) sorgeix de tendons plans de les vores superiors dels angles de les sis costelles inferiors, en uan disposició medial als tendons d'inserció del iliocostal lumbar. L'altre extrem s'insereix en les vores superiors dels angles de les sis costelles superiors i en la part posterior de les apòfisis transverses de la setena vèrtebra cervical (C7).
És innervat per les branques dorsals dels nervis dorsals. La seva acció manté erecta la columna dorsal.

## Múscul iliocostal lumbar
El múscul iliocostal lumbar (musculus iliocostalis lumborum) sorgeix del llavi extern de la cresta ilíaca així com del sacre i de la fàscia toracolumbar. Respecte a la inserció, es dona a les vores inferiors dels angles de les costelles toràciques inferiors (pot donar-se en les sis, set, vuit o, fins i tot, en les nou darreres costelles). També s'insereix en les primeres vèrtebres lumbars (les tres superiors), en concret, en les seves apòfisis costals.
És innervat per les branques dorsals dels nervis dorsals i lumbars. La seva acció estén la columna lumbar.